# Jóia
Jóia es un municipio brasileño del estado de Río Grande del Sur.
Se encuentra ubicado a una latitud de 28º38'48" Sur y una longitud de 54º07'20" Oeste, estando a una altitud de 302 metros sobre el nivel del mar. Su población estimada para el año 2004 era de 8.683 habitantes.
Ocupa una superficie de 1246,3 km².